# Eranthemum wattii
Eranthemum wattii är en akantusväxtart som först beskrevs av Richard Henry Beddome, och fick sitt nu gällande namn av Otto Stapf. Eranthemum wattii ingår i släktet Eranthemum och familjen akantusväxter. Inga underarter finns listade i Catalogue of Life.